# Voigendorf
Voigendorf ist ein Gemeindeteil des Marktes Wiesenttal im Landkreis Forchheim (Oberfranken, Bayern).

## Geografie
Das Dorf  in der Wiesentalb liegt etwa neun Kilometer nordwestlich des Wiesenttaler Gemeindesitzes Muggendorf auf einer Höhe von 456 m ü. NHN.

## Geschichte
Die erste urkundliche Erwähnung war im Jahr 1318 mit dem Namen „Vocchendorf“. Das Beiwort des Ortsnamens geht auf den slawischen Personennamen Boděch zurück. Bis zum Beginn des 19. Jahrhunderts unterstand Voigendorf der Landeshoheit des Hochstifts Bamberg. Die Dorf- und Gemeindeherrschaft übte dessen Vogteiamt Ebermannstadt aus. Als das Hochstift Bamberg infolge des Reichsdeputationshauptschlusses 1802/03 säkularisiert und unter Bruch der Reichsverfassung vom Kurfürstentum Pfalz-Baiern annektiert wurde, wurde auch Voigendorf Bestandteil der während der „napoleonischen Flurbereinigung“ in Besitz genommenen neubayerischen Gebiete.
Durch die Verwaltungsreformen zu Beginn des 19. Jahrhunderts im Königreich Bayern wurde Voigendorf mit dem Zweiten Gemeindeedikt 1818 Bestandteil der Ruralgemeinde Albertshof. Im Zuge der Gebietsreform in Bayern wurde Voigendorf am 1. Januar 1972 Bestandteil der neu gebildeten Gemeinde Wiesenttal.

## Verkehr

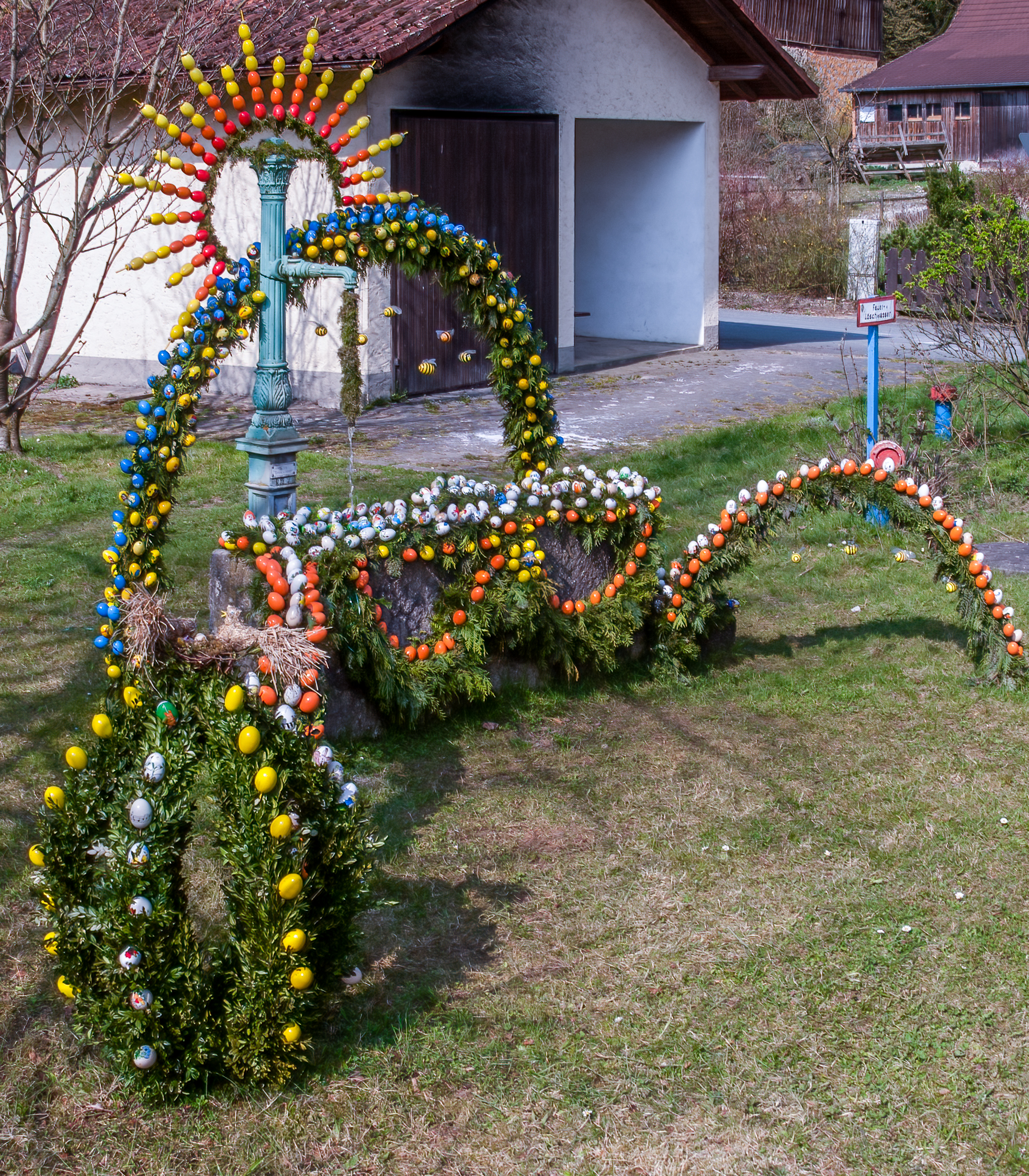
Osterbrunnen Voigendorf

Die Anbindung an das öffentliche Straßennetz wird hauptsächlich durch die Kreisstraße FO 39 hergestellt, die von Gößmannsberg aus dem Nordwesten kommend in südsüdöstlicher Richtung nach Albertshof weiterverläuft. Eine westwärts führende Gemeindeverbindungsstraße verbindet den Ort  mit der Stadt Waischenfeld.